# Bijdorpplantsoen

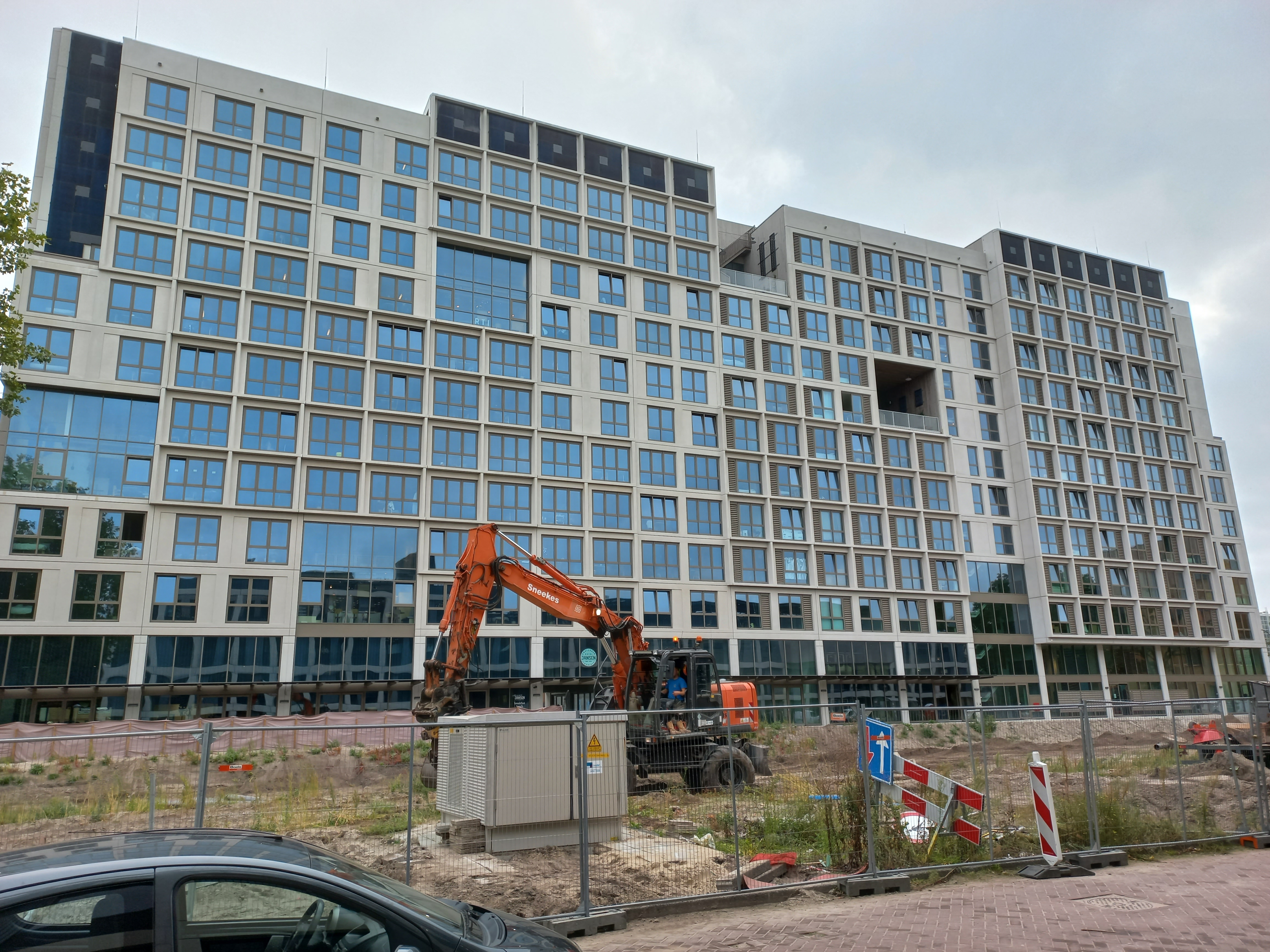
Bijdorpplantsoen in aanleg (september 2023)

Het Bijdorpplantsoen is een groenstrook in Amsterdam-Oost.
Het plantsoen ontstond toen het gebied rondom de voormalige Bijlmerbajes aan de H.J.E Wencekbachweg begin 21e eeuw werd herontwikkeld. Voor de nieuwe plattegrond uit de koker van Office for Metropolitan Architecture (OMA) legde de gemeente Amsterdam in 2021 namen vast van een aantal straten, pleinen en plantsoenen. Daarbij werd vernoemd naar buitenplaatsen gelegen aan de Amstel en de Watergraafsmeer. De nieuwe wijk ligt daartussen. Het plantsoen is in 2023 nog grotendeels in ontwikkeling. Het plantsoen wordt voor de helft omringd door de Bijdorpstraat.
Een gebouw staat er dan al wel: het XL-gebouw Bijdorpplantsoen 8-10.
Dit stuk Bajeskwartier zou een kenniscentrum (learning district) moeten worden met onder andere de vestiging van Spinoza20First. De bij de gevangenis (penitentiaire inrichting) behorende cipierswoningen werden afgebroken, maar In het plantsoen zijn nog wel de funderingen van de cipierswoningen terug te vinden.   